# 葉宰
葉宰（？—？），字君衡，浙江宁波府慈溪縣竈籍。

## 生平
万历四十三年（1615年）乙卯科浙江乡试举人，天啓五年（1625年）乙丑科進士，授工部主事，每事综核，细大不遗。凡有申请，一无假借。迁郎中，出守東昌府，振兴学校，清查漕赋有声，升霸州兵备副使，丁内艰归，卒。